# Moss Lake (Signy Island)
Der Moss Lake (englisch für Moossee) ist ein See auf Signy Island im Archipel der Südlichen Orkneyinseln. Er ist der südlichste der drei Seen im Paternoster Valley im Nordosten der Insel.
Das UK Antarctic Place-Names Committee benannte ihn 1974 nach den hier vorhandenen üppigen Beständen der Laubmoosarten Calliergon sarmentosum und Drepanocladus aduncus.